# الهروب من سجن الرملة
الهروب من سجن الرملة هو حدث أمني وقع مساء يوم 8 كانون الثاني 1979 عندما تمكن ثمانية معتقلين أمنيين من الهروب من سجن الرملة. وأثار هروبهم قلقا كبيرا في المجتمع الإسرائيلي خاصة بأن هروبهم كان من السجن الذي يعتبر الأكثر حراسة في إسرائيل.

## هروب السجناء
جرى الهروب في 8 يناير 1979 ، وذلك بعد الساعة السابعة مساءً ، في طقس ممطر مصحوب برياح عاتية. بعد العشاء، اختبأ ثمانية سجناء في غرفة الطعام، وباستخدام مفتاح كان بحوزة أحدهم كعامل مطبخ، ذهبوا إلى المطبخ الفارغ، ونشروا قضبان سقف المطبخ، ومن خلال الفتحة صعدوا على سطح المطبخ وقفزوا من السطح إلى منطقة السجن وساروا باتجاه البوابة الخلفية للسجن، وكسروا قفله وخرجوا إلى بستان من أشجار الزيتون جنوب السجن. في نفس وقت هروبهم، أشعل السجناء النار في إحدى الزنازين في السجن، وكان الحراس منهمكين في إطفاء الحريق. في حوالي الساعة 9 مساءً، أوقف أحد الهاربين سيارة أجرة كانت تمر على طريق الرملة - اللد، وركب الثمانية جميعهم سيارة أجرة، وأجبرت التهديدات بالسلاح والسكين السائق على نقلهم إلى منطقة بيت نبالا، والقوا بالسائق في بيت نبالا.
ونجح السائق بالاتصال بالشرطة.
الهاربون:
- سالومون أبو، حكم عليه بالسجن مدى الحياة بجريمة القتل.
- موشيه دانينو مع أوري مزراحي بالسجن المؤبد بتهمة القتل.
- أوري مزراحي، محكوم عليه مع موشيه دانينو بالسجن المؤبد بتهمة القتل العمد.
- يتسحاق كيش المحكوم عليه بالسجن المؤبد بتهمة القتل العمد.
- نعيم محمود سلطان المحكوم عليه بالسجن المؤبد بتهمة القتل العمد استناداً لشرف العائلة .
- جميل محمود سلطان (شقيق نعيم محمود سلطان) بالسجن 23 عاما.
- غابرييل بوزاجلو، حكم عليه بالسجن 17 عامًا بتهمة السرقة .
- مئير مقورش المحكوم عليه بالسجن 14 عاما بتهمة السرقة.